# Курский район (Ставропольский край)
Ку́рский райо́н — территориальная единица в Ставропольском крае России. В границах района образован Курский муниципальный округ.
Административный центр — станица Курская.

## География
Расположен в юго-восточной части Ставропольского края. Граничит с Кировским районом на западе, Степновским и Нефтекумским районами на севере, а также с Кабардино-Балкарией на западе, с Северной Осетией и Чеченской Республикой на юге и с Дагестаном на востоке.
По территории района протекают реки Кура и Терек, а также проходит магистральный Терско-Кумский канал.
В восточной части района расположена песчаная Ногайская степь.

## История
Курский район был образован 2 января 1935 года (по другим данным 4 октября). В состав района вошли населённые пункты принадлежавшие ранее Прохладненскому и Моздокскому районам Северо-Кавказского края. До Октябрьской революции эти территории входили в Моздокский казачий отдел Терской области.
В 1941 году в состав района входили следующие сельсоветы: Агобатырский, Араратский, Богдановский, Курский, Менжинский, Надеждинский, Новоивановский, Пиевский, Полтавский, Сунженский, Эдиссийский.
5 января 1943 года район был освобождён от немецко-фашистских захватчиков.
Указом Президиума Верховного Совета РСФСР от 7 марта 1944 года из Моздокского района в состав Курского района переданы сельсоветы: Аваловский, Галюгаевский, Губжановский, Балтийский рабочий, Русский, Стодеревский, Уваровский.
1 февраля 1963 года упразднён Аполлонский район, а его территория передана в состав укрупнённых Георгиевского и Курского сельских районов.
1 февраля 1963 года были образованы вместо существующих 15 сельских районов: Александровский, Апанасенковский, Благодарненский, Воронцово-Александровский, Георгиевский, Изобильненский, Ипатовский, Кочубеевский, Красногвардейский, Курский, Левокумский, Минераловодский, Петровский, Прикумский и Шпаковский.
12 января 1965 года, в соответствии с постановлением Президиума Верховного Совета РСФСР, 17 сельских районов Ставропольского края, в том числе Курский, были преобразованы в районы. Дополнительно был образован Нефтекумский район с включением в его состав части населённых пунктов Курского и Левокумского районов.
16 марта 2020 года муниципальные образования Курского района были объединены Курский муниципальный округ.

## Население
| 1939    | 1959    | 1970    | 1979    | 1989    | 1990    | 1991    | 1992    | 1993    | 1994    | 1995    | 1996    |
| ------- | ------- | ------- | ------- | ------- | ------- | ------- | ------- | ------- | ------- | ------- | ------- |
| 19 244  | ↗28 579 | ↗49 401 | ↘42 552 | ↗43 153 | ↗43 406 | ↗44 122 | ↗45 237 | ↗47 453 | ↗48 669 | ↗49 584 | ↘49 485 |
| 1997    | 1998    | 1999    | 2000    | 2001    | 2002    | 2003    | 2004    | 2005    | 2006    | 2007    | 2008    |
| ↗49 601 | ↗50 658 | ↗51 454 | ↗51 894 | ↗51 931 | ↗52 100 | ↘52 093 | ↗52 278 | ↘52 097 | ↘51 769 | ↘51 500 | ↗51 555 |
| 2009    | 2010    | 2011    | 2012    | 2013    | 2014    | 2015    | 2016    | 2017    | 2018    | 2019    | 2020    |
| ↗51 828 | ↗54 054 | ↗54 075 | ↘53 729 | ↘53 333 | ↘53 203 | ↗53 423 | ↗53 534 | ↗54 068 | ↗54 261 | ↘54 160 | ↘54 012 |
| 2021    | 2023    | 2024    | 2025    |         |         |         |         |         |         |         |         |
| ↘52 625 | ↘52 548 | ↘52 260 | ↘52 106 |         |         |         |         |         |         |         |         |

Половой состав

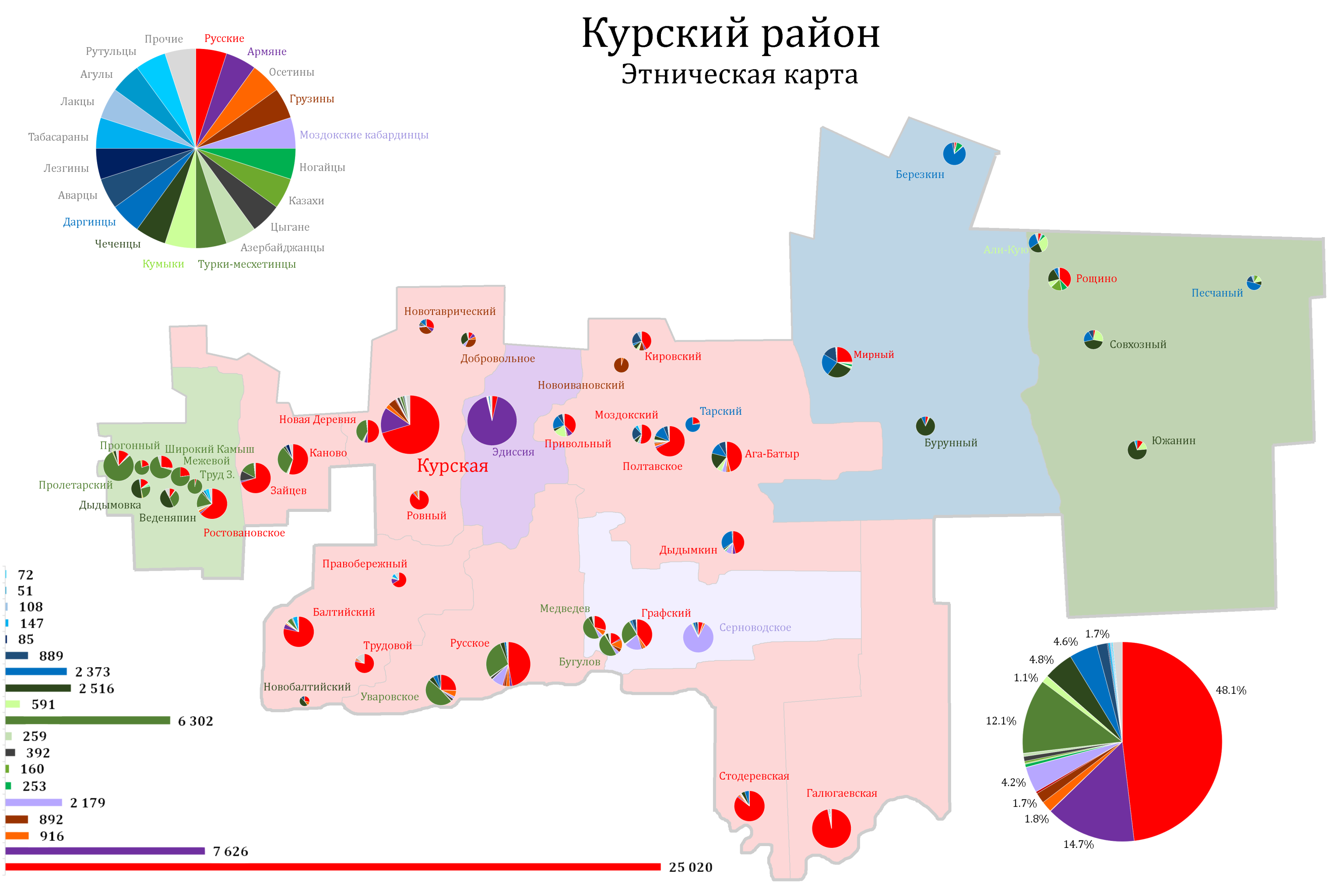
Этническая карта Курского района по каждому населённому пункту, перепись 2010 г.

По итогам переписи населения 2010 года проживали 27 017 мужчин (49,98 %) и 27 037 женщин (50,02 %).

### Национальный состав
По итогам переписи населения 2010 и 2021 годов проживали следующие национальности:
| Национальность | 2010        | 2010    | 2021        | 2021    |
| Национальность | Численность | Процент | Численность | Процент |
| -------------- | ----------- | ------- | ----------- | ------- |
| Русские        | 26 229      | 48,52   | 23 233      | 44,15   |
| Турки          | 6301        | 11,66   | 7640        | 14,52   |
| Армяне         | 7714        | 14,27   | 7336        | 13,94   |
| Даргинцы       | 2397        | 4,43    | 3277        | 6,23    |
| Чеченцы        | 2526        | 4,67    | 2520        | 4,79    |
| Кабардинцы     | 2 186       | 4,04    | 1895        | 3,60    |
| Аварцы         | 898         | 1,66    | 992         | 1,89    |
| Грузины        | 916         | 1,69    | 755         | 1,43    |
| Осетины        | 947         | 1,75    | 640         | 1,22    |
| Кумыки         | 601         | 1,11    | 627         | 1,19    |
| Другие         | 3339        | 6,18    | 3710        | 7,05    |
| Итого          | 54 054      | 100,00  | 52 625      | 100,00  |

## Муниципально-территориальное устройство до 2020 года
С 2004 до марта 2020 года в Курский муниципальный район входили 12 сельских поселений:
| №  | Сельские поселения       | Административный центр | Количество населённых пунктов | Население | Площадь, км2 |
| -- | ------------------------ | ---------------------- | ----------------------------- | --------- | ------------ |
| 1  | Балтийский сельсовет     | посёлок Балтийский     | 4                             | ↘1840     | 184,16       |
| 2  | Галюгаевский сельсовет   | станица Галюгаевская   | 4                             | ↘2581     | 307,49       |
| 3  | Кановский сельсовет      | село Каново            | 2                             | ↘2536     | 139,74       |
| 4  | Курский сельсовет        | станица Курская        | 5                             | ↘12 870   | 235,45       |
| 5  | Мирненский сельсовет     | посёлок Мирный         | 3                             | ↗2870     | 674,63       |
| 6  | Полтавский сельсовет     | село Полтавское        | 8                             | ↘7350     | 523,17       |
| 7  | Ростовановский сельсовет | село Ростовановское    | 8                             | ↗5118     | 138,31       |
| 8  | Рощинский сельсовет      | посёлок Рощино         | 5                             | ↗1831     | 843,23       |
| 9  | Русский сельсовет        | село Русское           | 2                             | ↘5872     | 145,34       |
| 10 | Село Эдиссия             | село Эдиссия           | 1                             | ↘5700     | 149,14       |
| 11 | Серноводский сельсовет   | хутор Графский         | 4                             | ↗3884     | 249,43       |
| 12 | Станица Стодеревская     | станица Стодеревская   | 1                             | ↘1560     | 103,85       |

## Населённые пункты
Распределение населения района
 Курская (22,44 %) Эдиссия (11,08 %) Русское (9,25 %) Галюгаевская (5,09 %) Дыдымкин (3,31 %) Остальные (48,83 %)
В состав территории района и соответствующего муниципального округа входят 44 (до 2023 года — 47) населённых пунктов
| №  | Населённый пункт | Тип     | Население | Сельское поселение       |
| -- | ---------------- | ------- | --------- | ------------------------ |
| 1  | Ага-Батыр        | посёлок | ↗1363     | Полтавский сельсовет     |
| 2  | Али-Кую          | аул     | ↘182      | Рощинский сельсовет      |
| 3  | Балтийский       | посёлок | ↗1702     | Балтийский сельсовет     |
| 4  | Берёзкин         | хутор   | ↘535      | Мирненский сельсовет     |
| 5  | Бугулов          | хутор   | ↘542      | Серноводский сельсовет   |
| 6  | Бурунный         | посёлок | ↘223      | Мирненский сельсовет     |
| 7  | Веденяпин        | хутор   | ↗255      | Ростовановский сельсовет |
| 8  | Галюгаевская     | станица | ↗2652     | Галюгаевский сельсовет   |
| 9  | Графский         | хутор   | ↘1238     | Серноводский сельсовет   |
| 10 | Добровольное     | село    | ↘117      | Курский сельсовет        |
| 11 | Дыдымкин         | хутор   | ↘1727     | Полтавский сельсовет     |
| 12 | Дыдымовка        | хутор   | ↗171      | Ростовановский сельсовет |
| 13 | Зайцев           | хутор   | ↘971      | Кановский сельсовет      |
| 14 | Каново           | село    | ↗1567     | Кановский сельсовет      |
| 15 | Кировский        | хутор   | ↗376      | Полтавский сельсовет     |
| 16 | Курская          | станица | ↘11 692   | Курский сельсовет        |
| 17 | Медведев         | хутор   | ↘443      | Серноводский сельсовет   |
| 18 | Межевой          | хутор   | ↘197      | Ростовановский сельсовет |
| 19 | Мирный           | посёлок | ↗1976     | Мирненский сельсовет     |
| 20 | Моздокский       | хутор   | ↗300      | Полтавский сельсовет     |
| 21 | Новая Деревня    | хутор   | ↘543      | Курский сельсовет        |
| 22 | Новобалтийский   | посёлок | ↘12       | Балтийский сельсовет     |
| 23 | Новоивановский   | хутор   | ↘13       | Полтавский сельсовет     |
| 24 | Новотаврический  | хутор   | ↘85       | Курский сельсовет        |
| 25 | Песчаный         | посёлок | ↗106      | Рощинский сельсовет      |
| 26 | Полтавское       | село    | ↗1645     | Полтавский сельсовет     |
| 27 | Правобережный    | посёлок | ↘43       | Балтийский сельсовет     |
| 28 | Привольный       | хутор   | ↗739      | Полтавский сельсовет     |
| 29 | Прогонный        | хутор   | ↗144      | Ростовановский сельсовет |
| 30 | Пролетарский     | хутор   | ↘1553     | Ростовановский сельсовет |
| 31 | Ровный           | посёлок | ↗334      | Курский сельсовет        |
| 32 | Ростовановское   | село    | ↗1884     | Ростовановский сельсовет |
| 33 | Рощино           | посёлок | ↗1007     | Рощинский сельсовет      |
| 34 | Русское          | село    | ↗4820     | Русский сельсовет        |
| 35 | Серноводское     | село    | ↗1459     | Серноводский сельсовет   |
| 36 | Совхозный        | посёлок | ↘236      | Рощинский сельсовет      |
| 37 | Стодеревская     | станица | ↗1572     | станица Стодеревская     |
| 38 | Тарский          | хутор   | ↗147      | Полтавский сельсовет     |
| 39 | Труд Земледельца | хутор   | ↗140      | Ростовановский сельсовет |
| 40 | Трудовой         | посёлок | ↘155      | Балтийский сельсовет     |
| 41 | Уваровское       | село    | ↗1279     | Русский сельсовет        |
| 42 | Широкий Камыш    | хутор   | ↗556      | Ростовановский сельсовет |
| 43 | Эдиссия          | село    | ↗5773     | село Эдиссия             |
| 44 | Южанин           | посёлок | ↘151      | Рощинский сельсовет      |

### Упразднённые населённые пункты
- Посёлок Кондратенко (до 1964 года — Первое отделение совхоза «Балтрабочий»[43]) — снят с учёта Решением Ставропольского крайсовета от 12 марта 1986 года № 138[44].
- Виноградный — хутор, упразднён в 2023 году[41]
- Ленпосёлок — посёлок, упразднён в 2023 году[41]
- Советский — хутор, упразднён в 2023 году[41]

## Местное самоуправление
Председатели Совета муниципального округа
- Бондарев Юрий Михайлович
- Вощанов Александр Иванович (с 13 октября 2020 года)[45]

Главы муниципального округа (главы администрации)
- Сабанов Руслан Георгиевич[46].
- 2020-2022 - Калашников Сергей Иванович[47].
- с 24 июня 2022 года - врио Бабичев Павел Васильевич[48]

## Экономика
Курский район относится к зоне рискового земледелия. На его территории выпадает в среднем 330 мм осадков в год. Засуха бывает в среднем 1 раз в 3-5 лет. На 1 января 2006 года в АПК входит 30 сельскохозяйственных предприятия, которые являются основными производителями сельскохозяйственной продукции района.
Район располагает сырьевыми ресурсами для производства строительных материалов — в пойме реки Терек ведётся разработка строительного песка — запасы до 60 млн м³. Для изготовления кирпича и самана используются суглинки.
Район располагает запасами целебной минеральной воды в объёме 18 млн м³.

## Люди, связанные с районом
Звания Героя Социалистического Труда удостоены: Н. И. Ведерников, Н. М. Медков, М. Н. Поздянкова, Г. В. Семёнов.
Николай Семёнович Абрамов (24.10.1931 с. Георгиевка, Верхнехавский р-н Воронежская обл. – 17.03.2015 ст-ца Стодеревская Курского района) - бывший бригадир колхоза имени Кирова Курского района, полный Кавалер Ордена Трудовой Славы.